# Richard von Meerheimb

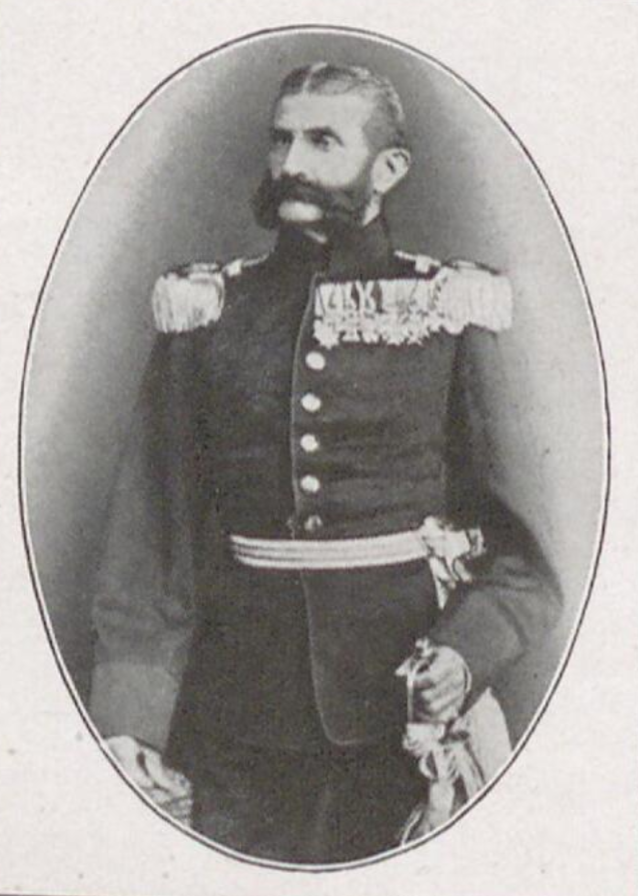
Richard von Meerheimb

Richard von Meerheimb, auch Meerheim, (* 14. Januar 1825 in Großenhain; † 16. Januar 1896 in Loschwitz; vollständiger Name Richard Albert von Meerheimb) war ein sächsischer Oberst und Schriftsteller (Pseudonym Hugo von Meer).

## Leben

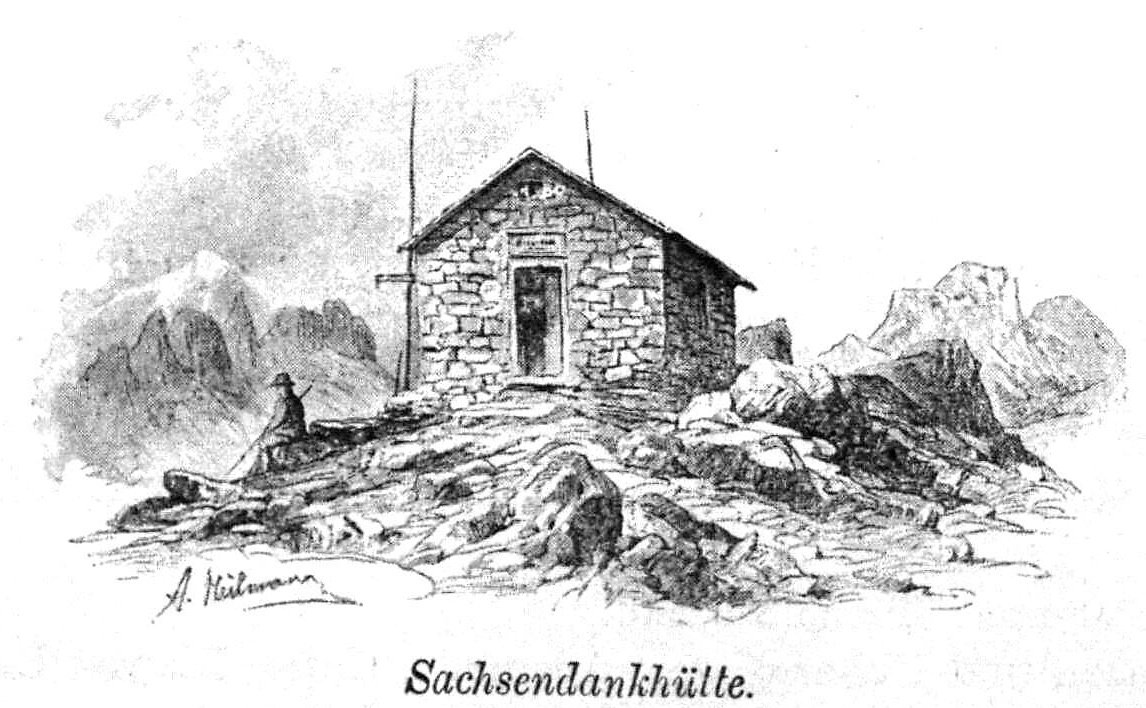
Sachsendankhütte (Rifugio Nuvolau) um 1894

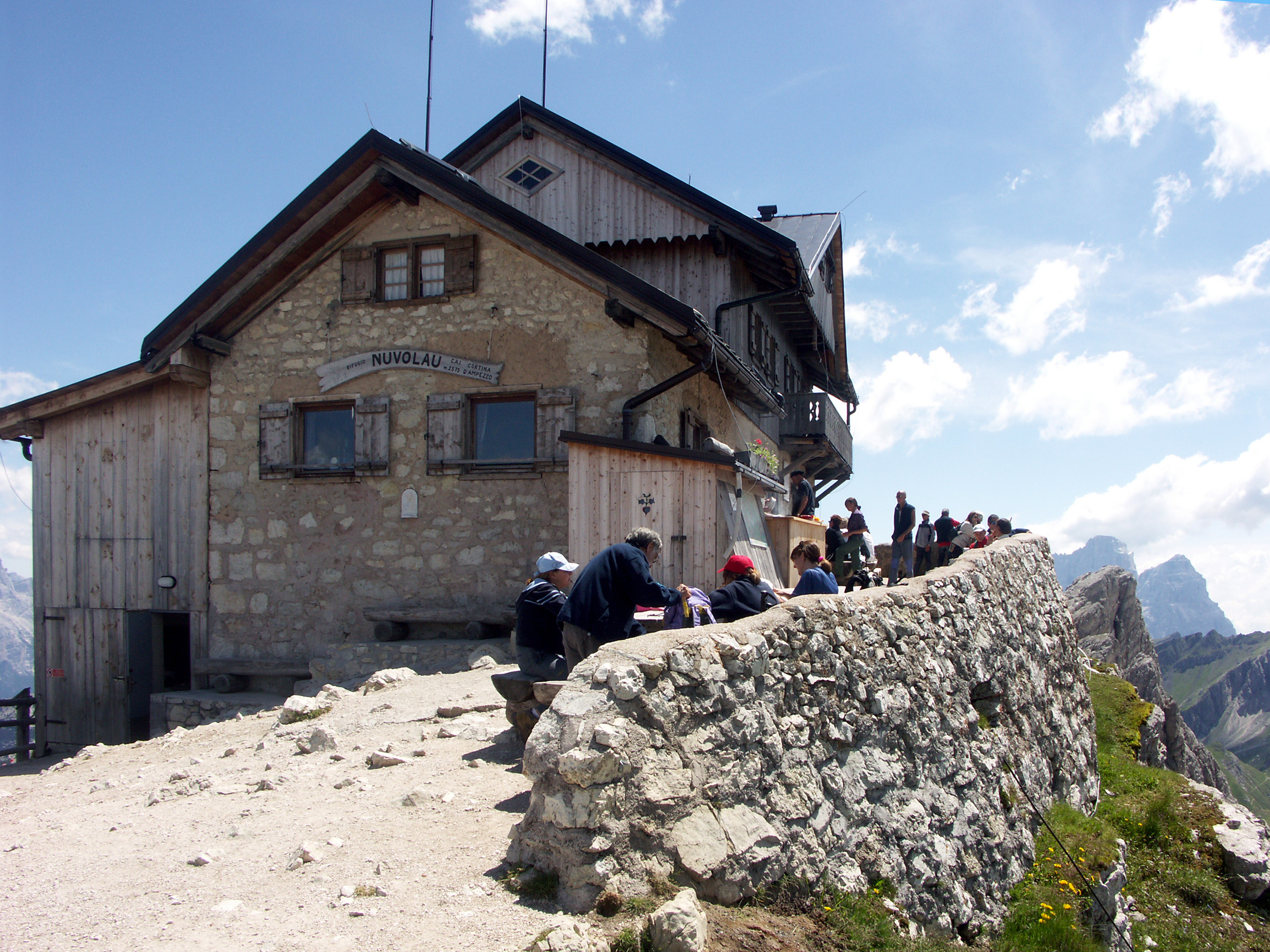
Rifugio Nuvolau 2005

Richard von Meerheimb stammt aus dem sächsischen Zweig der Familie (von) Meerheim(b). Er war ein Enkel des Wittenberger Professors Gottfried August Meerheim und Sohn des sächsischen Kavallerieoffiziers Franz Ludwig August von Meerheim(b) (1785–1858), der 1844 die sächsische Adelsanerkennung erlangte.
1839 trat er in das sächsische Kadettencorps ein und kam 1842 als Portepeejunker zu dem in Dresden stehenden Leib-Infanterieregiment. Hier wurde er 1844 zum Offizier ernannt. 1849 nahm er an der Bekämpfung des Dresdner Maiaufstands teil und wurde zum Hauptmann befördert; 1866 war er als Kompaniechef im Deutschen Krieg gegen Preußen eingesetzt. Am 29. Juni 1866 wurde er in der Schlacht bei Gitschin schwer verwundet. Im Deutsch-Französischen Krieg 1870/71 war er Oberstleutnant im 4. Infanterieregiment Nr. 103. Danach nahm er als Oberst seinen Abschied und nahm seinen Wohnsitz in Dresden.
Um 1880 erkrankte er an einer Lungenkrankheit und suchte Genesung in Cortina d’Ampezzo. Er wurde geheilt und aus Dankbarkeit spendete er der örtlichen Sektion des Deutschen und Österreichischen Alpenvereins Geld, mit der Auflage, den Betrag zur Errichtung einer Schutzhütte zu verwenden. Die Hütte wurde als erste ihrer Art in den Dolomiten am 11. August 1883 als „Sachsendankhütte“ eröffnet und besteht bis heute.
Er starb nach schwerer Krankheit in der Heilanstalt Loschwitz und wurde auf dem Inneren Neustädter Friedhof begraben.

## Werk
Meerheimb war schon früh als Schriftsteller und Übersetzer tätig und veröffentlichte zunächst Balladen und kleinere Erzählungen. Seine erste größere Arbeit war das Heldengedicht Gulat und Tschadra (1848) über die Tscherkessenkämpfe. 1860 gab er die Erinnerungen eines Veteranen aus Rußland seines Vaters heraus. Die meisten seiner Dichtungen knüpfen an die Verhältnisse und Beziehungen einzelner Gesellschaftskreise oder an Zeitereignisse und Tagesströmungen an.
Für die Allgemeine Deutsche Biographie verfasste er 46 meist militärische Biographien in den Bänden A bis K.
In den späteren Jahren seines Lebens experimentierte er als einer der ersten mit der Kunstform des Monodrama und gründete zu ihrer Pflege 1892 die Litterarische Gesellschaft Psychodrama. Er gilt als derjenige, der den Begriff Psychodrama geprägt hat, und hat damit unter anderem Rainer Maria Rilke beeinflusst.

## Auszeichnungen
- Militär-St.-Heinrichs-Orden
- Orden der Eisernen Krone
- Orden Franz I.
- Sachsen-Ernestinischer Hausorden
- Eisernes Kreuz

## Nachlass
Sein Nachlass findet sich im Sächsischen Staatsarchiv, Hauptstaatsarchiv Dresden.

## Schriften
- Die Sachsen an der Moskwa. 1853
- Soldatenwelt. 1857
- Poetenwelt. 1859
- Nieder mit Babylon. 1861
- Erlebnisse eines Veteranen der großen Armee während des Feldzuges in Rußland 1812, 1860, Digitalisat
- Frauenwelt. 1862
- Trutz Dänemark und Kopenhagen. 1863
- Paul Kinishi. 1865
- Kriegs- und Leidensfahrten eines Schwerverwundeten. 1866
- Fürstenwelt. 1873 Digitalisat
- Von Palermo bis Gaëta: Der Kampf in Italien um Thron und Thrones-Ehre 1860–1861. Dresden 1865, Digitalisat
- Melodramenwelt. 1886
- Psychodramatisches Material. 1888
- Eine Nacht auf dem Parkett 1896